# Adrar (region)
Adrar (arabiska: ولاية أدرار) är en region (wilaya) i centrala Mauretanien, huvudsakligen bestående av ökenlandskap. Regionen är namngiven efter Adrarplatån. Huvudort är Atar. Adrar gränsar till Västsahara och Mali samt de mauretanska regionerna Tiris Zemmour, Hodh Ech Chargui, Trarza, Tagant och Inchiri. Regionen hade 71 623 invånare vid folkräkningen år 2023.
Adrar är indelat i fyra departement (moughataa).
| Departement (moughataa) | Folkmängd (2023) | Kommuner |
| ----------------------- | ---------------- | --- |
| Aoujeft                 | 13 877           | - Aoujeft (5 362 invånare) - Elmaeden (3 477 invånare) - Nteirguent (1 636 invånare) - Elmeddah (3 402 invånare) |
| Atar                    | 47 364           | - Atar (35 171 invånare) - Aïn Ehel Taya (4 750 invånare) - Tawaz (5 275 invånare) - Choum (2 168 invånare)      |
| Chinguitti              | 6 549            | - Chinguitti (4 844 invånare) - Elaïn Essavra (1 705 invånare)                                                   |
| Ouadane                 | 3 833            | - Ouadane (3 833 invånare)                                                                                       |